# Wang Ping
Wang Ping (caratteri cinesi: 王平; nome di cortesia:  Zijun 子均; Regno di Wei, III secolo – Regno di Shu, 248) è stato un militare e stratega cinese vissuto nel III secolo d.C., durante l'era conosciuta come periodo dei tre regni.
Originario ufficiale del Regno di Wei, si arrese al Regno di Shu di cui divenne luogotenente.

## Biografia
Nato in una località di nome Ba Xi, Wang Ping fu cresciuto dalla famiglia della madre, dalla quale prese il cognome He (何). Solo successivamente, cambiò quest'ultimo in Wang.
Inizialmente servì Cáo Cāo ad Hanzhong, ma quando il compagno Xiahou Yuan fu sconfitto nella battaglia del Monte Dingjun, si arrese al potente Regno di Shu. Lì riuscì comunque ad ottenere un ruolo prominente, diventando militare nel quartier generale di Liu Bei. Dopo un periodo di gavetta, fu promosso al grado di maggiore generale.
Wang Ping combatté nell'avanguardia durante la battaglia di Jieting, sotto la guida di Ma Su. Egli stesso consigliò a Ma Su di non abbandonare le fonti d'acqua ed accamparsi sulle montagne, tuttavia il generale non gli prestò ascolto e, infine, fu sconfitto. Dopo la sua sconfitta, Wang Ping continuò a combattere e riorganizzare le risorse insieme ad uno sparuto gruppo di circa 1.000 soldati. Tornati in patria dopo la battaglia, Ma Su fu condannato a morte mentre Wang Ping fu promosso. Nel 246, durante la campagna di Zhuge Liang sul Monte Qi, Wang Ping organizzò la difesa contro il generale di Wei Zhang He. Dopo la morte del grande stratega Zhuge Liang, venne lodato per il suo lavoro sul Monte Qi e promosso ulteriormente dal reggente Jiang Wan. Fu quindi stanziato ad Hanzhong ed incaricato di governare l'area.
Quando il generale di Wei Cao Shuang si accinse ad attaccare Hanzhong, Wang Ping organizzò con 30.000 uomini una difesa contro le grandi forze nemiche, composte secondo la storiografia da più di 100.000 soldati. Insieme ai generali Liu e Du, Wang riuscì con successo a proteggere le porte cittadine fino all'arrivo dei rinforzi, comandati da Fei Yi.
Wang Ping morì nel 248, lasciando come erede il figlio Wang Xun.

## Il personaggio romanzato
Nell'opera semi-storica Romanzo dei Tre Regni, di Luo Guanzhong, il personaggio di Wang Ping ha un ruolo molto romanzato e più prominente di quanto sia realmente accaduto, soprattutto durante la battaglia di Hanzhong. Nel romanzo, Xu Huang vuole far guadare al suo esercito il fiume Han, in modo da scontrarsi con l'esercito di Liu Bei sull'altra sponda. Wang Ping, però, lo avvisa che una volta attraversato il fiume la ritirata sarebbe impossibile, in quanto l'acqua avrebbe rallentato i soldati in modo considerevole ed esposto eccessivamente all'attacco del nemico. Il generale, tuttavia, non gli dà ascolto, asserendo che i suoi soldati avrebbero combattuto fino alla morte anche nella situazione peggiore, senza aver bisogno di ritirarsi. Questa tattica è ripresa da quella del leggendario generale Han Xin degli Han occidentali, che soleva piazzare il suo esercito vicino ad un fiume in modo da far uscire il pieno potenziale dei suoi soldati in pericolo di morte. Wang Ping vede delle falle nel piano, e tenta di convincere il suo generale riportando che l'esercito di Han utilizzò questa tattica solamente poiché il proprio nemico era privo di uno stratega abbastanza astuto da poter studiare il modo di aggirare l'ostacolo, ma in questo caso Liu Bei ha al suo fianco il famoso e geniale Zhuge Liang, il quale non avrebbe faticato a trovare un escamotage. Nonostante tutti i tentativi di convincerlo, Xu rifiuta di ascoltare oltre e, come previsto da Wang, viene aspramente sconfitto. Il generale chiede poi al luogotenente come mai non fosse accorso in suo aiuto, e Wang risponde prontamente: "se fossi venuto a salvarti con la mia porzione dell'esercito, il nostro campo principale sarebbe rimasto senza protezione; ho tentato di dissuaderti molteplici volte dall'attraversare il fiume, ma tu non mi hai dato ascolto, e il risultato è stato questa sconfitta". Adiratissimo per quest'offesa, Xu decide di far assassinare Wang la stessa notte, ma la sua congiura viene rivelata in tempo e Wang, dopo aver appiccato un incendio nel campo, fugge nel regno di Shu.